# Совет департамента Эсон
Сове́т департа́мента Эсо́н (фр. Conseil départemental de l'Essonne) — совещательное собрание департамента Эсон французского региона Иль-де-Франс, в состав которого входят 42 советника, избираемые на шесть лет, из 21 кантона (по одному мужчине и одной женщине от каждого кантона). Штаб-квартира совета находится в Эври-Куркуроне — главном городе департамента.

## История
Департамент был создан в 1968 году в рамках реорганизации региона Иль-де-Франс в 1964 году.
Первые генеральные советники департамента в количестве двадцати семи человек были избраны в 1967 году и вступили в должность 1 января 1968 года.
С учётом роста населения департамента в 1975 году число генеральных советников было увеличено до тридцати пяти, а в 1985 году — до сорока двух. Это число сохранилось до наших дней.
В 2010 году Генеральный совет присоединился к объединенному профсоюзу Парижской метрополии.
С 2015 года Генеральный совет Эсона имеет название Совет департамента Эсон.

### «Дело писательницы»
В марте 1994 года Ксавье Тибери, тогдашняя жена мэра Парижа, получила заказ от генерального совета департамента Эсон на проведение некоего исследования и получила гонорар в сумме 210 тыс. франков. Однако прокуратура, сочтя сумму завышенной, начала расследование, в ходе которого тогдашний председатель Совета Ксавье Дюгуан, заказавший научный труд, был обвинен в растрате общественных фондов и их незаконном использовании в собственных интересах и 12 мая 1998 года был приговорён к 18 месяцам тюрьмы условно и штрафу в размере 300 тыс. франков.

## Побратимы
- Префектура Ибараки (Япония).

С 1996 года департамент также участвует в программе поддержки развития коммуны Дьема в Мали, с 2004 года — в программе совместного развития с департаментами Ниппес и Южный на Гаити.